# رومان هونتيوك
رومان هونتيوك (بالأوكرانية: Гонтюк Роман Володимирович)‏ (ولد في 2 فبراير 1984) هو لاعب جودو من أوكرانيا. حصل على الميدالية الفضية في وزن نصف المتوسط (81 كلغ) في دورة الألعاب الأولمبية الصيفية 2004 والميدالية البرونزية في وزن نصف المتوسط (81 كلغ) في دورة الألعاب الأولمبية الصيفية 2008 في بكين.

## روابط خارجية
- رومان هونتيوك على موقع الفيدرالية الدولية للجودو (الإنجليزية)
- رومان هونتيوك على موقع الفيدرالية الدولية للجودو (الإنجليزية)
- رومان هونتيوك على موقع JudoInside.com (الإنجليزية)
- رومان هونتيوك على موقع AllJudo.net (الفرنسية)
- رومان هونتيوك على موقع اللجنة الأولمبية الدولية (الإنجليزية)
- رومان هونتيوك على موقع أوليمبيديا (الإنجليزية)